# Radio 4 Prijs
De Radio 4 Prijs is een jaarlijkse prijs die de Nederlandse klassieke zender Radio 4 toekent aan een musicus, ensemble of concertinstelling die zich op onderscheidende manier heeft beziggehouden met het presenteren van klassieke muziek aan een breder publiek.  De prijs bestaat uit een sculptuur en de winnaar mag een bedrag van 5000 euro toekennen aan een goed doel.

## Winnaars
- 2016 - Jeroen van Veen
- 2015 - Prinses Christina Concours[2]
- 2014 - Tania Kross[3]
- 2012 - Jan Willem de Vriend[4]
- 2011 - Nederlands Blazers Ensemble
- 2010 - Jaap van Zweden
- 2009 - Theo Olof